# Beacon Hill (New South Wales)
Beacon Hill in New South Wales, Australien, ist ein Vorort der Stadt Sydney und befindet sich 17 Kilometer nordöstlich der Großstadt. Ein paar Kilometer südöstlich liegt Manly Beach.
Die Ortschaft trägt den Namen, da 1881 auf dem 152 m hohen Hügel (engl. hill), auf dem sich Beacon Hill befindet, ein Leuchtfeuer (engl. beacon) brannte. Die meisten Häuser wurden in Beacon Hill während der 1950er und 1960er Jahre errichtet. Von 1949 bis 1986 verfügte die Ortschaft auch über ein eigenes Postamt.
Beacon Hill hatte im Jahr 2021 etwa 7.814 Einwohner. Der Ort ist Teil des lokalen Verwaltungsgebiets (LGA) Warringah Council.